# Kryptonite
La kryptonite è un minerale radioattivo immaginario che appare nell'Universo DC. Nella sua forma più nota, è un materiale verde e cristallino proveniente da Krypton, il pianeta natale di Superman e Supergirl, che emette una radioattività velenosa unica che può indebolire e persino uccidere i kryptoniani. Esistono altre varietà di kryptonite, come la kryptonite rossa e quella dorata, che hanno effetti diversi ma solitamente negativi.
Grazie alla grande notorietà di Superman e dell'effetto che gli fa il minerale, la kryptonite viene a volte utilizzata come metafora nel parlare comune, analogamente al tallone di Achille, per indicare il punto debole di qualcuno.

## Descrizione
Il termine "kryptonite" copre una grande varietà di forme del minerale ma si riferisce di solito alla sua forma più comune, la kryptonite verde. Generalmente si trova in forma di roccia o metallo scintillante di colore verde, ma anche alcune forme di cristalli sono apparse insieme ad altre varianti di colori diversi, come la kryptonite rossa.
Di seguito sono elencati i più famosi tipi di kryptonite: 
- verde: degenera i tessuti e provoca dolore e indebolimento ai kryptoniani fino a ucciderli se l'esposizione è eccessivamente lunga;
- rossa: è in grado di alterare il carattere e la personalità dei kryptoniani;
- blu: è in grado di far perdere ogni potere ai kryptoniani ma solo per un breve periodo di tempo;
- oro: è in grado di privare per sempre i kryptoniani dei loro poteri;
- nera: usata nella serie televisiva di Smallville, è in grado di sdoppiare l'entità delle persone separando il lato kryptoniano da quello umano. Un'altra kryptonite nera, usata nella collezione "All star Superman", rende i kryptoniani estremamente aggressivi e malvagi
- rosa: questa Kryptonite fa diventare, apparentemente, gay o effeminati i kryptoniani. È stata vista soltanto in Supergirl n. 79 (vol. 4, aprile 2003), introdotta dallo scrittore Peter David con intenti umoristici come stratagemma narrativo, in una storia immaginaria, ambientata in una Terra alternativa pre-Crisi sulle Terre infinite.[2]
- bianca: uccide tutte le forme di vita vegetali.

## Storia

### Versioni originali
Nel 1940 Jerry Siegel scrisse una storia, rimasta inedita, in cui compariva un meteorite residuo di Krypton chiamato K-Metal (traduzione non ufficiale: Metallo K). Questa sostanza toglieva le sue straordinarie facoltà a Superman e donava superpoteri ai terrestri.
Originalmente, l'universo DC era pieno di una grande varietà di minerali chiamati collettivamente kryptonite. La varietà più comunemente descritta è la verde, nonostante fosse colorata di rosso nella sua prima apparizione in Superman (Vol. 1) n. 61 (novembre/dicembre 1949). In Adventure Comics n. 171 (dicembre 1951) la kryptonite che intrappola Superboy era di colore viola, ma aveva esattamente gli stessi effetti della normale versione verde. Altre varietà di kryptonite iniziarono a comparire frequentemente nei fumetti dei tardi anni cinquanta, raggiungendo un picco di apparizioni nelle storie di Superman degli anni sessanta.
Il primo incontro di Superman con la kryptonite non avvenne nei suoi fumetti. Il minerale fu in realtà introdotto nel 1943 nella serie di Superman che trasmetteva la radio americana, sia come spunto per una puntata che s'addentrasse nelle origini del personaggio sia per permettere all'interprete di Superman, Bud Collyer, di prendersi un po' di riposo. L'episodio in cui apparve per la prima volta esiste oggi solo come una sceneggiatura, ma la sostanza fu rappresentata in almeno una delle principali sottotrame durante il corso del programma. Fu solo nel 1949 che gli sceneggiatori di fumetti la inserirono nelle proprie storie, sia come interessante espediente sia come debolezza per Superman.
La quantità di kryptonite che sembra cadere sulla Terra nelle storie della Silver Age è troppo grande per essere stata dispersa dall'esplosione di un pianeta di ragionevole grandezza. La spiegazione più comune nei fumetti per questa anomalia è che la kryptonite non è stata dispersa nello spazio, ma piuttosto che essa, insieme con altri materiali provenienti da Krypton, sia stata portata sulla Terra dalla curvatura cosmica sperimentale che ha portato Superman sul nostro pianeta. Una spiegazione simile è stata usata anche nella serie televisiva degli anni novanta Le avventure di Superman e nella serie TV del primo decennio del XXI secolo Smallville.
È possibile creare artificialmente la kryptonite verde, come ha fatto in diverse occasioni il genio del male Lex Luthor. Tuttavia raramente ha avuto bisogno di farlo, poiché la kryptonite era così abbondante che molti comuni criminali potevano procurarsene un campione come precauzione contro le interferenze dell'Uomo d'Acciaio. In una storia del 1971, tutta la kryptonite conosciuta sulla Terra viene trasformata in ferro, ma essa poteva ancora essere riprodotta sinteticamente con una varietà di mezzi, conosciuti o meno, e altro materiale proveniente dalla distruzione di Krypton continuava a cadere dallo spazio. La storia ebbe l'effetto, e probabilmente era questo il suo scopo primario, di ridurre l'uso della kryptonite nelle storie di Superman.
La kryptonite emette una radiazione che ha un effetto avverso sui nativi di Krypton come Superman, nonostante diverse varietà del minerale provochino effetti differenti. Si credette per molto tempo che le radiazioni della kryptonite fossero innocue per tutti quelli che non sono kryptoniani, ma sono stati riportati incidenti occasionali in cui ha avuto effetti sugli umani.

### Versioni moderne
Dopo la serie del 1985 Crisi sulle Terre infinite e la successiva revisione del mito di Superman dello scrittore John Byrne del 1986, lo stato della kryptonite fu cambiato notevolmente. Nell'universo post-Crisis, solo una forma di kryptonite si poteva trovare naturalmente: la varietà verde. Come rivelato nella mini-serie Il mondo di Krypton essa si formò in seguito all'uso di una terribile arma al tempo di un'antica guerra kryptoniana. Le reazioni a catena che ne conseguirono causarono il fondersi degli elementi chimici presenti su Krypton in un composto radioattivo: la kryptonite, appunto. Con il passare dei millenni, le radiazioni di questo minerale iniziarono ad uccidere i kryptoniani e la sostanza divenne conosciuta come la "piaga verde". Questo probabilmente destabilizzò il nucleo del pianeta, che portò alla distruzione di Krypton.
Inizialmente la kryptonite era molto più rara nell'universo post-Crisis, poiché l'unico campione conosciuto era un pezzetto minuscolo che si era incastrato nella coda dell'incubatrice di Kal-El quando fu lanciata dal pianeta Krypton mentre esplodeva. Questo unico campione fu preso da un'agenzia governativa che rubò la matrice. Poiché pezzi di questo campione furono distribuiti per le analisi, molti finirono nelle mani di varie organizzazioni criminali e di supercriminali. Per molti anni l'unico modo in cui un personaggio poteva avere accesso alla kryptonite nell'universo DC era avere un pezzo di questo campione originale, o prenderla in qualche modo dai resti di Krypton. Tuttavia, questa situazione è cambiata recentemente con l'apparizione della nuova Supergirl nella serie Superman/Batman; l'arrivo della sua navicella spaziale fu accompagnato dalla caduta di molte tonnellate di kryptonite nella baia di Gotham.
Una varietà di tipi di kryptonite simile a quella pre-Crisis apparve nel Pocket Universe creato dal nemico della Legione dei Supereroi, Time Trapper. Superman, visitando il Pocket Universe, usò la kryptonite nativa di questo universo, la varietà dorata (scoprì di esservi immune) per togliere i poteri al Generale Zod e ad altri criminali della Zona Fantasma che avevano distrutto la vita in altri mondi.
Due storie post-Crisis hanno raccontato di tipi di kryptonite creati artificialmente. Il primo tipo era una specie di kryptonite non radioattiva che sembrò privare Superman dei propri poteri (nonostante la fonte fosse in realtà la magia di Mister Mxyzptlk) nella storia Krisis of the Krimson Kryptonite.
La seconda, nella storia della Justice League, "La Torre di Babele", fu creata da Batman al fine di fermare Superman senza ucciderlo, se questo si fosse mostrato necessario. Fu rubata da Ra's al Ghul, che la usò immediatamente. Essa è un isotopo relativamente stabile di kryptonite, che, come la sua versione pre-Crisis, disturba le cellule kryptoniane in un modo imprevedibile. Nella storia rese trasparente la pelle di Superman, sovraccaricando le sue "batterie solari". La kryptonite creata da Batman si dimostrò quindi estremamente efficiente, tanto che stava per portare quasi alla morte Superman.
Negli anni novanta, la Jewel Kryptonite, una varietà in gemme proveniente dal Monte Jewel su Krypton, riapparve nella moderna continuity DC nella serie speciale The Silver Age.
Più tardi, nel fumetto Superman/Batman, una grande quantità di kryptonite di varie tinte, simili alle varietà pre-Crisi, fu trovata sulla Terra, e la maggior parte fu presa e conservata dalla Justice League (ne prese degli esemplari Batman durante una sua missione marina) e dalla Justice Society; quali effetti queste varietà di kryptonite avranno nelle storie future di Superman rimane incerto. Nella medesima testata fumettistica, constatiamo che Batman ha, in una zona nascosta della Batcaverna, una collezione di svariati tipi di kryptonite, tra cui quella oro, in grado di far perdere per sempre i poteri ai kryptoniani.

## La "scienza" dietro la kryptonite
In alcuni albi è stato spiegato il meccanismo attraverso il quale la kryptonite danneggia Superman: dal momento che quest'ultimo funziona come una sorta di batteria fotovoltaica (il suo metabolismo assorbe infatti le radiazioni emesse dalle stelle gialle come il Sole), la radioattività della kryptonite probabilmente interferisce con questo processo facendo dunque perdere alle cellule di Kal-El la loro energia in modo piuttosto doloroso. Un'esposizione particolarmente prolungata o intensa può risultare addirittura fatale.
Nel fumetto, in seguito alla Crisi sulle Terre infinite, un'esposizione prolungata alla kryptonite può avere sugli umani gli stessi effetti che hanno i comuni materiali radioattivi, incluso il cancro: Lex Luthor scoprì accidentalmente questo effetto dopo essersi procurato uno speciale anello con incastonata una gemma di kryptonite per proteggersi da Superman. A causa del cancro il magnate perse prima la mano su cui portava l'anello e fu poi costretto a far trapiantare il suo cervello in un suo clone, dopo che la malattia aveva ormai invaso completamente il suo corpo originale.
Nella tavola periodica degli elementi la Kryptonite potrebbe risiedere in un'ipotetica zona di stabilità molto oltre gli elementi instabili finora conosciuti, attorno al numero atomico 150. In base a questa teoria la trasmutazione della kryptonite terrestre potrebbe spiegarsi con l'accelerazione del suo naturale decadimento atomico. Le diverse forme della kryptonite potrebbero dunque rappresentare delle molteplici forme allotropiche, degli isotopi della kryptonite verde o una variazione nella composizione dovuta a particelle sconosciute. 
Nella normale nomenclatura chimica il suffisso -ite indica un composto chimico e da ciò si potrebbe ricavare che la kryptonite è in realtà appunto un composto piuttosto che un singolo elemento. Sebbene nei fumetti questo problema sia di solito trascurato, esiste una fonte non ufficiale che definisce la kryptonite come "il minerale più comune del super-attinide Kryptonio, un elemento transuranico insolitamente stabile che si suppone abbia numero atomico 126". Il tempo di dimezzamento del Kryptonio è attestato attorno ai 250.000 anni.
Una teoria sulla natura del suffisso -ite si riferisce all'astronomia: si definisce meteoroide una roccia che galleggia nello spazio profondo e meteorite è il nome della roccia che giace sul terreno dopo la caduta. Il suffisso -ite potrebbe essere quindi riferito ai frammenti del pianeta Krypton caduti sulla Terra.
Il suddetto numero atomico è avallato anche da un episodio della prima stagione di Lois & Clark - Le nuove avventure di Superman intitolato Ritorno a casa in cui si afferma che la kryptonite è il "126º elemento della tavola periodica" e che "emette una radiazione di banda estremamente alta che sembra non avere effetti sugli umani". La sostanza in sé stessa non ebbe una definizione formale fino alla fine dell'episodio, dove il suggerimento di Lois Lane di chiamare la sostanza "Kryptonio" viene scartato in favore della proposta di Clark Kent di chiamarla "Kryptonite" per il fatto che si presentava sotto forma di meteoriti. Il numero atomico 126 è l'ipotetico Ekaplutonio, il più stabile degli elementi nel gruppo di stabilità.
Nel film Superman Returns viene rinvenuto un frammento di kryptonite ad Addis Abeba: Lex Luthor lo ruba da un museo di Metropolis e lo usa nell'intento di creare un nuovo ammasso roccioso di kryptonite. Durante l'estrazione la roccia sembra incorporare un quantitativo consistente di kryptonite verde. Il nome scientifico della roccia viene mostrato sul contenitore ed è Idrossido Silicato di Sodio Litio Boro con Fluoruro: essendo il vetro in borosilicato comunemente cristallino e verdastro, potrebbe essere un surrogato umano della kryptonite; in alternativa, non essendo nominato nessun elemento sconosciuto, si potrebbe supporre che con questo silicato si formi la kryptonite verde.
Nel 2006 è stato ritrovato in Serbia un minerale con una composizione quasi identica a quella della kryptonite descritta in Superman Returns che è stato chiamato jadarite. Il suo aspetto e le sue caratteristiche sono in realtà molto diverse dalla sostanza immaginaria: il reperto è infatti «biancastro, terroso, non emette radiazioni ed è assolutamente innocuo».

## Forme della kryptonite

### Varietà
Le varie forme conosciute di kryptonite nei fumetti sono:
- Kryptonite verde: la forma più comune. L'esposizione ad essa causa ai kryptoniani con superpoteri un immediato dolore fisico e un estremo indebolimento. Può portare alla morte nel giro di poche ore, mentre una breve esposizione sembra non avere effetti sugli umani (sebbene, anche se solo nell'universo post-Crisi, un'esposizione prolungata può avere effetti letali) o sui kryptoniani senza poteri. In una delle prime storie della Silver Age, Superboy sviluppò un'immunità a specifici frammenti della kryptonite verde attraverso delle ripetute e brevissime esposizioni, come visto nella storia Il Grande Mistero della Kryptonite[7]. In molti casi il piombo blocca gli effetti del minerale. Nella serie televisiva Smallville la kryptonite verde, raffinata o meno, può indurre negli umani mutazioni che donano abilità particolari e che danneggiano Clark fintanto che l'esposizione permane; sempre nella serie televisiva la kryptonite verde potenzia Bizzarro, che è invece indebolito dall'esposizione alla luce solare, e può essere trasformata in nera se esposta in modo prolungato a temperature molto elevate, come ad esempio quella prodotta dalla vista calorifica del kryptoniano.
- Kryptonite rossa: una varietà di kryptonite generatasi attraversando una misteriosa nebulosa rossa durante il viaggio verso la Terra. Gli effetti della kryptonite rossa sono imprevedibili e ogni singolo frammento ha un effetto diverso. La prima apparizione avviene sull'albo Adventure Comics n. 255 (dicembre 1958) di Otto Binder (testi) e George Papp (disegni). I suoi effetti originari sono quelli di scindere Superboy in due persone distinte, una che mantiene i poteri di Kal-El mentre l'altra non è che un Clark Kent senza più poteri. I suoi effetti durano di solito dalle 24 alle 48 ore (a volte anche 72) e, dopo la fine dell'esposizione, il kryptoniano colpito diventa immune all'azione di quel particolare frammento. Superman ha sofferto molti diversi effetti della kryptonite rossa tra i quali: venire trasformato in un drago e in un gigante senza superpoteri, in un nano, un umanoide con la testa di formica, un lunatico; altri effetti sono stati l'amnesia, la crescita incontrollata di barba, capelli e unghie, l'impossibilità di vedere qualunque oggetto verde, la perdita completa dei superpoteri, l'abilità di leggere il pensiero, la perdita dell'invulnerabilità nella parte sinistra del corpo, essere diviso in un Clark buono ed un Superman malvagio, l'impossibilità di parlare o scrivere in lingue diverse dal Kryptoniano, la crescita di braccia supplementari, diventare improvvisamente impacciato quando tentava di aiutare gli altri, scambio di corpi con persone vicine, invecchiamento improvviso e cambiamenti della personalità. Nella trama post-Crisis, la kryptonite rossa appare per la prima volta come un composto artificiale opera di Mister Mxyzptlk; una seconda varietà si rivelò poi essere una forma sintetica creata da Ra's al Ghul utilizzando degli appunti che aveva rubato a Batman. La kryptonite rossa creata da Batman è simile a quella vista nella serie Lois & Clark, dove ha l'effetto di rendere incontrollabili i poteri di Superman. Nella serie televisiva Smallville la kryptonite rossa provoca dei radicali cambiamenti nella personalità di Clark, che assume un comportamento ribelle e imprevedibile agendo solo su pulsioni erotiche ed egoistiche; diversamente dai fumetti, nella serie gli effetti non cessano dopo uno o due giorni, ma solo quando Clark si allontana dal raggio d'azione della sostanza. Nella serie Supergirl ha lo stesso effetto che aveva in Smallville, anche se è una kryptonite sintetica; inoltre dopo che il kryptoniano viene esposto alle radiazioni della pietra i suoi effetti persistono anche dopo che vi si è allontanato; Maxwell Lord crea un'arma laser che proietta un fascio capace di annullare l'effetto della kryptonite rossa quando colpisce il kryptoniano interessato.
- Kryptonite dorata: è in grado di privare definitivamente un kryptoniano dei suoi poteri, tuttavia, in un episodio, viene sviluppato un antidoto temporaneo per contrastare a breve termine questo effetto. Per ovvie ragioni questa varietà apparve poche volte nelle avventure di Superman, ma ebbe dei ruoli importanti nell'edizione limitata del 1982 La zona fantasma e nel racconto non ufficiale scritto nel 1986 da Alan Moore Che cosa è successo all'Uomo del Domani?, noto anche come "L'ultima storia di Superman". Più tardi, ancora, è apparsa nelle storie della mini-serie Superman & Batman: Generations. La kryptonite dorata appare, anche se brevemente, nell'universo DC post-Crisis quando Superman la usa per bloccare un trio di criminali kryptoniani in una visita al "Pocket Universe"[8]. La kryptonite dorata fa anche un'apparizione nella 175ª uscita di Flash, quando Superman e Flash devono fare una corsa fino alla fine dell'universo. Come citato in World's Finest Comics n. 159 (1966), la kryptonite dorata ha un raggio d'azione di circa 60 centimetri. Nell'universo DC post-Crisis sembra che una volta abbia fatto invecchiare precocemente Superman, anche se non è confermato che tutta la kryptonite dorata abbia questo effetto, perché questa versione era stata probabilmente creata dal viaggiatore del tempo Gog. Nella serie televisiva Smallville viene citata nel decimo episodio della decima stagione da un Clark Kent di un'altra dimensione e ha lo stesso effetto di quella della versione cartacea. Questa varietà ricompare poi sotto forma di anello nuziale nell'episodio finale della stessa serie.
- Kryptonite bianca: è in grado di uccidere tutta la vita vegetale, kryptoniana e non. L'esposizione causa una decomposizione immediata in un raggio di circa 23 metri. Il principale impiego della kryptonite bianca fu quello di distruggere il Virus X che, come rivelato in una storia in Action Comics nn. 326-366, era in realtà una forma di vita vegetale.
- Kryptonite blu: è il risultato dell'uso del raggio duplicatore del Professor Potter su della kryptonite verde. Prima della Crisi sulle Terre infinite, la kryptonite blu aveva effetti negativi solo su Bizzarro, similmente a come la varietà verde fa con i kryptoniani. Dopo la Crisi, invece, la kryptonite blu rende Bizzarro ragionevole, gentile e di buon cuore; altera anche il suo caratteristico modo di parlare, in modo che, invece di dire come suo solito "Me è Bizzarro", direbbe correttamente "Io sono Bizzarro". In Superman/Batman n. 25, Bizzarro indossa l'anello di kryptonite blu di Batzarro e così ottiene un'intelligenza straordinaria. Nella serie televisiva Smallville la kryptonite blu provoca la perdita dei poteri dei kryptoniani, ma i suoi effetti cessano quando essi si allontanano dal raggio d'azione della sostanza; è inoltre in grado di distruggere il clone di Clark poiché, avendo la kryptonite effetti su di lui opposti a quelli sui kryptoniani, il potere di Bizzarro aumenta esponenzialmente al punto da disintegrarlo in pochi secondi, ma ciò si verifica solo se Bizzarro è in contatto diretto con la kryptonite e non solo in prossimità della stessa. Nella nona stagione, inoltre, viene rivelato che gli effetti della kryptonite blu sono equivalenti a quelli del Sole Rosso per i kryptoniani, per questo i cloni dei kandoriani alterati dalla kryptonite blu per opera di Jor-El otterrebbero di nuovo i loro poteri trasformando il Sole Giallo della Terra nel Sole Rosso.
- Anti-Kryptonite: non ha effetto sui kryptoniani con superpoteri come Superman, ma ha gli stessi effetti della kryptonite verde sui kryptoniani senza superpoteri. È stata questa variante del minerale che ha ucciso quasi tutti i kryptoniani di Argo City. L'anti-kryptonite fu probabilmente introdotta per rimediare ad un errore dello scrittore, dato che nella storia della città prima della Crisi la sostanza non viene chiamata così. Nel periodo post-Crisis l'anti-kryptonite è la fonte del potere di Ultraman, la controparte malvagia di Superman che vive in un universo alternativo fatto di anti-materia.
- Kryptonite X: venne creata da Supergirl in un esperimento per trovare un antidoto alla kryptonite verde. Non ha effetto sui kryptoniani, ma conferisce temporaneamente dei superpoteri alle forme di vita terrestri, in particolare al gatto di casa di Supergirl Streaky. Da non confondere con la X-Kryptonite.
- Kryptonite gioiello: amplifica le abilità psichiche degli abitanti della Zona Fantasma e li rende capaci di proiettare delle illusioni nel mondo reale e di controllare le menti. La kryptonite gioiello fu prodotta dai resti di una catena montuosa di Krypton, chiamata appunto "I Monti Gioiello" (in un episodio dei fumetti si vedono usati da Zod e Ursa fuori dalla Zona Fantasma, nel mondo reale, per ottenere il frammento di cui avevano bisogno e poi trasportarsi di nuovo nella Zona Fantasma; è probabile quindi che ogni kryptoniano sia in grado di utilizzare la kryptonite gioiello, se si trova sufficientemente vicino). Nel periodo post-Crisis, nella serie limitata Silver Age, la Injustice League usa "una gemma prismatica proveniente dai Monti Gioiello di Krypton" per amplificare i poteri psichici dellAbsorbascon, anche se non viene chiamata kryptonite gioiello.
- Kryptonite lenta: una varietà di kryptonite verde, modificata da uno scienziato terrestre, che ha sugli umani lo stesso effetto della kryptonite verde sui kryptoniani. Appare nel numero 177 di The Brave and the Bold. Non si conoscono i possibili effetti sui kryptoniani.
- Magno-Kryptonite: creata artificialmente dal malvagio Nero, la magno-kryptonite produce una grande forza di attrazione elettromagnetica su ogni sostanza proveniente da Krypton, talmente forte da non poter essere vinta nemmeno dalla forza immensa di Superman o Bizzarro[9]. Non si sa se questa lega contenga sostanze di origine kryptoniana.
- Kryptonite rossa di Bizzarro: ha sugli umani gli stessi effetti che la kryptonite rossa ha sui Kryptoniani. Appare in Superman's Pal, Jimmy Olsen n. 80.
- Kryptonite rosa: La kryptonite rosa è presente in un universo alternativo in una trama del 2003 di Supergirl, scritta da Peter David. Questa bizzarra variante della kryptonite sembra poter far diventare temporaneamente omosessuali i kryptoniani; è presente in una sola vignetta, in cui Superman faceva dei complimenti ambigui a Jimmy Olsen per il suo gusto nel vestire. La cosa è chiaramente una parodia delle molte varietà di kryptonite esistenti e uno sberleffo all'innocenza della Silver Age (infatti Lois non si rende conto di ciò che succede a Superman).
- X-Kryptonite o Kryptisio: una forma di kryptonite filtrata e purificata. In Adventures of Superman n. 511 dell'aprile 1994, il professor Emil Hamilton usò l'espressione "X-Kryptonite" per descrivere la sostanza che ripristinò i poteri di Superman dopo uno scontro col super-criminale Cyborg (Hank Henshaw) in Motor City[10], parte della storia Il ritorno di Superman. Questa sostanza era stata creata quando il cyborg usò un enorme pezzo di kryptonite nel tentativo di uccidere Superman, momentaneamente debole e senza poteri. L'Eradicatore, che aveva formato un corpo kryptoniano usando una matrice, saltò di fronte a Superman prima che l'energia della kryptonite potesse distruggerlo. Malgrado i suoi sforzi, l'energia colpì Superman, ma invece di distruggerlo trasferì in lui tutti i poteri kryptoniani dell'Eradicatore e saturò il suo corpo di kryptonite purificata, appunto la X-Kryptonite. Questa sostanza trasformò infine Superman in un gigante muscolosissimo, a causa dell'assorbimento accelerato di energia solare e del conseguente sovraccarico di energia. Da non confondere con la Kryptonite X.
- Kryptonite nera: La kryptonite nera fu introdotta per la prima volta nella serie Smallville nell'episodio di apertura della quarta stagione, Il simbolo della crociata, come una kryptonite con il potere di dividere fisicamente le personalità di un kryptoniano. Più tardi appare nell'episodio Lex contro Lex, dove può separare fisicamente anche i corpi degli umani, e infatti viene usata nell'ultimo episodio dell'ottava stagione, Doomsday, per separare Davis Bloome dalla sua controparte Doomsday. Nella serie, la kryptonite nera può essere prodotta surriscaldando la kryptonite verde. Fa la sua prima apparizione nei fumetti nel settembre 2005, in Supergirl n. 2, dove sembra poter dividere la personalità di qualcuno in due entità fisicamente separate. In Supergirl n. 3 Lex Luthor usa la kryptonite nera su Supergirl, dividendola così in due persone diverse, di cui una indossa il tradizionale costume di Supergirl e l'altra una versione in bianco e nero. Luthor disse che la kryptonite nera gli era stata data dall'auto-proclamata divinità Darkseid, che sarebbe stato il responsabile della creazione della sostanza; nel film Superman III una versione sintetica della kryptonite, creata dallo scienziato August Gorman sostituendo un elemento sconosciuto con semplice catrame, aveva simili effetti su Superman. In All Star Superman, serie fuori dalla continuity dell'universo DC, la kryptonite nera rende Superman malvagio, come se fosse improvvisamente diventato Bizzarro.

### Kryptonite artificiale
- Anelli delle Lanterne Verdi: gli anelli possono essere usati per emettere radiazioni che simulano quelle della kryptonite verde. Queste radiazioni sembrano avere su Superman e gli altri kryptoniani gli stessi dolorosi effetti della kryptonite originale, ma possono essere bloccate da un qualunque oggetto di colore giallo. L'effetto della kryptonite delle Lanterne Verdi si interrompe anche quando il portatore dell'anello perde la concentrazione.
- Kryptonite sintetica: essendo un brillante scienziato, Lex Luthor studia a fondo le caratteristiche della kryptonite e crea quella sintetica, che riunisce gli effetti di tutte le forme di kryptonite esistenti. Nei fumetti la kryptonite (di solito nelle varietà rossa e verde) è stata riprodotta artificialmente da Ra's al Ghul e Batman. Si scopre che oltre ad essere estremamente difficile da produrre, questa kryptonite è meno potente di quella naturale e ha un brevissimo tempo di dimezzamento che la rende inutile dopo poco tempo. Nella storia di Elseworlds, Batman: the Dark Knight Returns, Superman viene ferito da Freccia Verde con una freccia di kryptonite sintetica. Bruce Wayne afferma che è estremamente costosa da produrre.
- Magia: Persone in grado di usare la magia possono creare della kryptonite, come fa Mister Mxyzptlk in Krisis of the Krimson Kryptonite (tuttavia la sua versione della kryptonite rossa è differente da quella classica). In Superman's Pal, Jimmy Olsen n. 42 (gennaio 1960) a Jimmy Olsen, dopo essersi trasformato in Genii, viene ordinato da Abdul, suo padrone, di trasformarsi in kryptonite vivente; Jimmy sceglie la kryptonite verde.

### Falsi
Nei fumetti ci sono alcune varietà di kryptonite che si sono rivelati dei falsi:
- Kryptonite d'argento: comparsa in Superman's Pal, Jimmy Olsen n. 70, la kryptonite d'argento è un falso su cui è imperniato l'anniversario d'argento della carriera di Superman. La kryptonite d'argento, in un'altra forma, è parte della struttura narrativa della serie televisiva Smallville, ma non dei fumetti; viene creata artificialmente dal Prof. Milton Fine/Brainiac e ha il potere di provocare a Clark Kent delle allucinazioni paranoiche.
- Kryptonite Gialla: un'altra varietà fittizia, questa volta usata in una montatura escogitata da Lex Luthor.
- Kryptonite Porpora: menzionata in una storia di Streaky nei cartoni animati di Krypto (Krypto the Superdog). Questa kryptonite fasulla costringe Krypto a mordersi la coda.
- Kryptonite Plus: sono circa trenta pietre striate e multicolori che degli anonimi super-alieni invasori avevano lasciato sulla Luna. Si disse che questi oggetti erano Kryptonite plus o Ultra-Kryptonite, ma in realtà sono Pietre Tikron[11].